# 안산부곡중학교
안산부곡중학교(安山釜谷中學校)는 대한민국 경기도 안산시 상록구 부곡동에 있는 공립 중학교이다.

## 학교 연혁
- 1995년 2월 25일 : 부곡중학교 설립, 준공
- 1995년 3월 1일 : 초대 최병향 교장 취임
- 1995년 3월 4일 : 개교 및 신입생 727명 입학(13학급)
- 1996년 3월 1일 : 안산부곡중학교로 개명
- 2003년 4월 15일 : 다목적 교실(부곡체육관) 개관
- 2005년 9월 1일 : 운동장 인조 잔디 및 화장실 현대화 공사 완공
- 2018년 1월 19일 : 외벽 개선 공사 완공
- 2023년 1월 18일 : 제26회 졸업장 수여식 169명(누계 12,206명)
- 2024년 3월 1일 : 제15대 조미진 교장 취임
- 2024년 3월 4일 : 신입생 141명 입학(5학급)

## 참고 자료
- 안산부곡중학교 - 한국교육학술정보원 학교알리미